# 南开大学文学院
南开大学文学院，成立于2000年，由原南开大学中国语言文学系和东方艺术系重新组建的多学科综合性实体学院。

## 知名教授

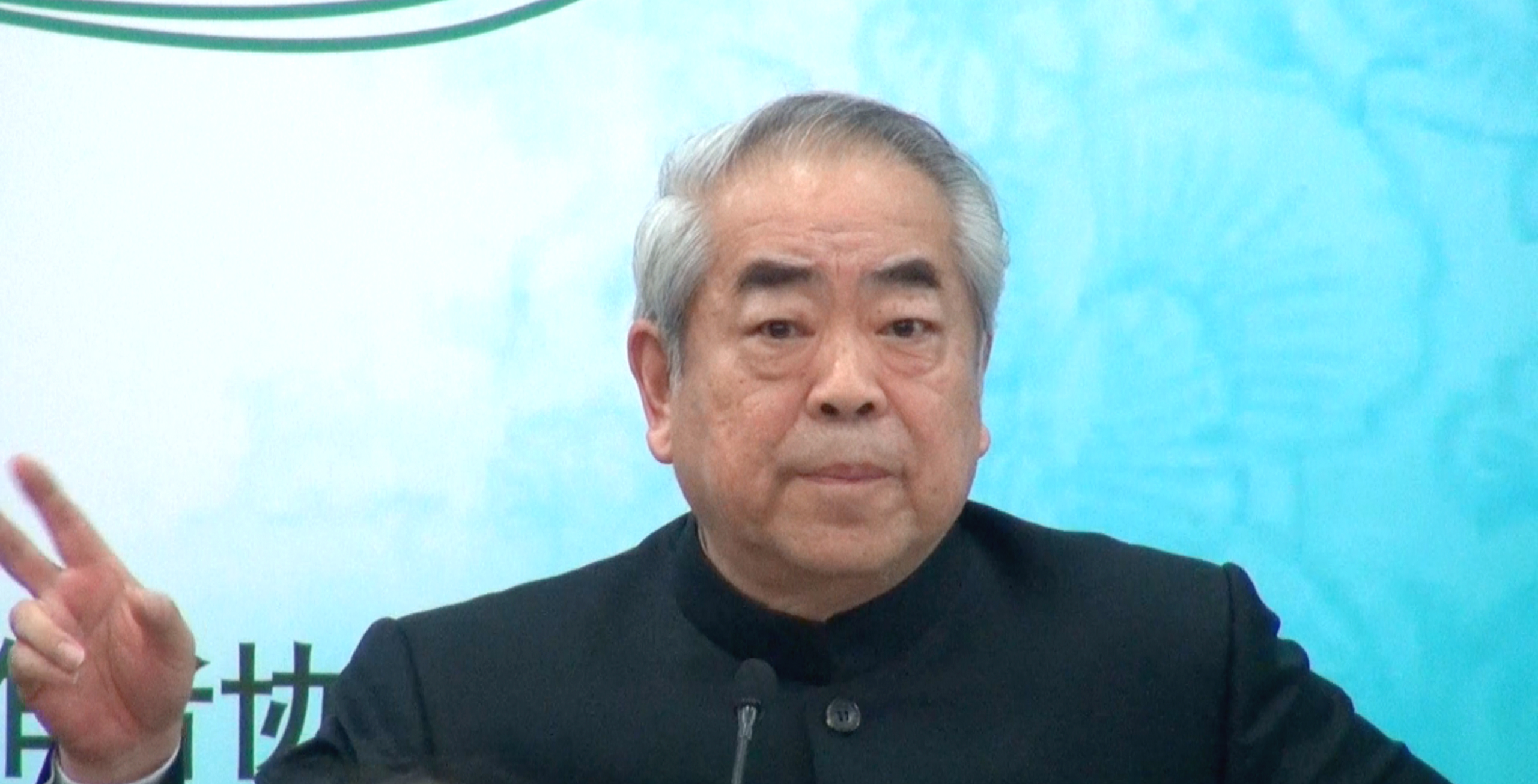
范曾

- 范曾，画家、南开大学终身教授、博士生导师。